# Panpi Ladutxe
Panpi Ladutxe   (Azkaine, 13 de juliol de 1955 - Baiona, 1 de desembre de 2021) fou un jugador de pilota basca basc.
Començà jugant com a saguer, però també jugava de davanter. Un cop retirat, Panpi fou entrenador de pilotaris com Sebastien Gonzalez i Yves Salaberry.
Personatge popular com era, participà en recopilatoris musicals i en sèries televisives.

## Palmarés
- Campió per parelles: 1987 i 1989
  - Subcampió per parelles: 1988